# Dziennik nawigacyjny
Dziennik nawigacyjny – dokument prowadzony przez oficera wachtowego lub nawigacyjnego na każdym okręcie wojennym będącym w ruchu; wpisywane się do niego wszystkie dane o podróży okrętu, jak kursy i prędkości, ich zmiany, określenie pozycji, pomiary głębokości, stan pogody itp.